# Онсе Кальдас
«О́нсе Ка́льдас» (исп. Corporación Deportiva Once Caldas) — колумбийский футбольный клуб из города Манисалес. В 2004 году «Онсе Кальдас» под руководством главного тренера Луиса Фернандо Монтойи сенсационно стал победителем Кубка Либертадорес, главного клубного турнира Южной Америки. В тот момент «Онсе Кальдас» пребывал в статусе чемпиона Колумбии, выиграв всего лишь свой второй чемпионат в истории после 1950 года в 2003 году. Это стал лишь второй в истории случай, когда Кубок Либертадорес выигрывала колумбийская команда, после победы «Атлетико Насьоналя» в 1989 году. На данный момент «Онсе Кальдас» является 4-кратным чемпионом Колумбии.

## История

### XX век
Клуб «Депортес Кальдас» (исп. Deportes Caldas) был основан в 1930 году — по названию департамента Кальдас, административным центром которого и является Манисалес.
В 1950 году «Депортес Кальдас» стал одним из чемпионов Кубка Мустанга той золотой эпохи колумбийского футбола, сумев опередить сильнейший клуб мира конца 1940-х — начала 1950-х годов — столичный «Мильонариос», за который среди россыпи звёзд выступал, например, Альфредо Ди Стефано.
В 1959 году, когда эпоха «Эль Дорадо» была уже давно позади, «Депортес Кальдас» объединился с ещё одной командой своего города, малоизвестной командой «Онсе Депортиво». Единый клуб стал называться «Онсе Кальдас».
В 1961 году «Онсе Кальдас» дебютировал в Кубке Мустанга (так называется чемпионат Колумбии по футболу) и занял 7-е место. После этого до самого конца 1990-х годов «Онсе Кальдас» был середняком колумбийского футбола и ничем особенным не выделялся, кроме кратковременных всплесков.
С 1972 по 1996 год клуб часто менял названия, зачастую используя титульных спонсоров в качестве части своего официального наименования. Ниже приведён список названий клуба в этот период:
- 1947—1951 — «Депортес Кальдас» (Deportes Caldas)
- 1961—1972 — «Онсе Кальдас» (Once Caldas)
- 1972—1979 — «Кристаль Кальдас» (Cristal Caldas)
- 1979—1982 — «Варта Кальдас» (Varta Caldas)
- 1983—1990 — «Кристаль Кальдас» (Cristal Caldas)
- 1991 — «Онсе Филипс» (Once Philips)
- 1993 — «Онсе Филипс-Коломбиана» (Once Philips-Colombiana)
- 1994 — «Онсе Кальдас Коломбиана» (Once Caldas Colombiana)
- 1995 — «Онсе Кальдас Леона» (Once Caldas Leona)

В 1998 году «Онсе Кальдас» стал вице-чемпионом страны. В финале команда уступила «Депортиво Кали» по сумме двух встреч (4:0 в Кали и 0:0 в Манисалесе). Успешное выступление в чемпионате позволило дебютировать в том же году в Кубке КОНМЕБОЛ, третьем по престижности клубном турнире Южной Америки на тот момент. В первом же раунде кальдасовцам достался будущий победитель турнира — легендарный бразильский «Сантос». И тут впервые проявился неуступчивый характер «Онсе» на международной арене — команды обменялись домашними победами (2:1) и лишь в серии пенальти более опытный бразильский клуб одержал верх (3:2).
Уже в следующем году состоялся дебют «Онсе Кальдас» в главном международном турнире — Кубке Либертадорес. Команде достались в соперники всё тот же «Депортиво Кали» и два аргентинских гранда — «Велес Сарсфилд» и «Ривер Плейт». Хотя «белые» и заняли последнее место в группе, они отстали от победителя группы, «Велеса», всего на два очка.
Следующее участие в Кубке Либертадорес было в 2002 году. На этот раз «Онсе Кальдас» занял третье место в группе, в которой также выступали «Олимпия» (будущий победитель турнира), «Универсидад Католика» из Чили и бразильский «Фламенго». Манисальцы опередили только «Фламенго» и выбыли из борьбы.
В 2003 году, спустя 53 года после первой победы, «Онсе Кальдас» вновь стал чемпионом Колумбии. В финале Апертуры клубу противостоял «Хуниор». В первом матче в Барранкилье была зафиксирована ничья 0:0, а в Манисалесе «Онсе Кальдас» одержал победу 1:0.

### Сезон 2004
В статусе чемпиона Колумбии клуб вступил в 2004 году в очередной розыгрыш Кубка Либертадорес.

#### Групповой этап
- «Онсе Кальдас» — «Феникс» (Уругвай) — 3:0
- «Унион Атлетико Маракайбо» (Венесуэла) — «Онсе Кальдас» — 1:2
- «Велес Сарсфилд» (Аргентина) — «Онсе Кальдас» — 2:0
- «Онсе Кальдас» — «Велес Сарсфилд» — 2:0
- «Онсе Кальдас» — «УА Маракайбо» — 2:1
- «Феникс» — «Онсе Кальдас» — 2:2

1. «Онсе Кальдас» — 13 очков
2. «УА Маракайбо» — 8
3. «Велес Сарсфилд» — 7
4. «Феникс» — 5

#### Второй этап
1/8 финала
«Барселона» (Эквадор) — «Онсе Кальдас» — 0:0; 1:1 (пенальти — 2:4).
В 2004 году последний раз не считались за два мячи, забитые на поле соперника — в случае одинаковой разницы мячей по итогам двухматчевого противостояния в любом случае назначалась серия пенальти. Если бы в 2004 году уже ввели современную систему, «Онсе Кальдас» вылетел бы уже на стадии 1/8 финала (счёт 1:1 был зафиксирован в Манисалесе).
1/4 финала
«Сантос» — «Онсе Кальдас» — 0:0; 0:1
1/2 финала
«Сан-Паулу» — «Онсе Кальдас» — 0:0; 1:2

#### Финал
«Бока Хуниорс» — «Онсе Кальдас» — 0:0; 1:1 (пенальти — 0:2)
1-й матч.
- Бока Хуниорс: Аббондансьери; Пабло Альварес, Скьяви, Бурдиссо, Клементе Родригес; Пабло Ледесма, Вильярреаль, Канья (Канхеле); Педро Иарлей; Гильермо Баррос Скелотто, Барихо. Тренер: Карлос Бьянки.
- Онсе Кальдас: Энао; Рохас, Ванегас, Катаньо, Джон Гарсия; Виафара, Веласкес, Аранхо, Сото; Валентьерра (Араухо) (Ортегон), Агудело (Алькасар).
- Стадион: Бомбонера. Арбитр: Густаво Мендес (Уругвай). 23 июня 2004.

2-й матч.
Онсе Кальдас: Энао; Рохас, Ванегас, Катаньо, Джон Эдвин Гарсия (Ортегон); Виафара, Веласкес, Морено (Диас), Сото; Валентьерра, Алькасар (Агудело).
- Бока Хуниорс: Аббондансьери; Луис Переа, Скьяви, Бурдиссо, Клементе Родригес; Х. Вильярреаль, Каскини, Фабиан Варгас, Канья (Канео); Канхеле, Тевес.
- Голы: 8' Виаффара (ОК), 51' Бурдиссо (БХ).

- Серия пенальти: Скьяви и Бурдиссо пробили мимо ворот, удары Каскини и Канхеле (все — «Бока») отбил Энао (вратарь «Онсе»). Сото и Агудело забили, удары Валентьерры и Ортегона (все — «Онсе») отбил Аббондансьери (вратарь «Боки»).
- Стадион: Палогранде. Арбитр: Карлос Чандия (Чили). 1 июля 2004[5].

#### Финал Межконтинентального кубка
12 декабря 2004 года «Онсе Кальдас» провёл свой последний матч под руководством великого тренера Луиса Фернандо Монтойи. Это был матч в Йокогаме, в рамках последнего розыгрыша Межконтинентального Кубка по футболу (с 2005 года ему на смену пришёл Клубный Чемпионат Мира) против победителя Лиги Чемпионов УЕФА «Порту». Матч получился очень упорным, европейцы четырежды попадали в штангу колумбийских ворот, но забить так и не смогли. В серии пенальти со счётом 8:7 победу одержал «Порту», во второй раз в своей истории.
После этого матча главный творец триумфа колумбийского клуба Луис Фернандо Монтойя сложил с себя полномочия главного тренера, решив уйти на покой от большого футбола. Главным тренером «Онсе Кальдаса» стал Виктор Луна.
Составы команд в матче МК-2004.
- Порту: Витор Баия (Нуну), Сейтаридис, Жорже Кошта, Педру Эмануэл, Рикарду Кошта, Коштинья, Манише, Диегу, Дерлей (Карлос Алберту), Луис Фабиано (Куарежма), МакКарти. Тренер: Виктор Фернандес

- Онсе Кальдас: Энао, Гарсия, Ванегас, Камбидо (Катаньо), Рохас, Веласкес, Виафара, Сото (Алькасар), Аранго (Диас), Фаббро, Де Нигрис. Тренер: Луис Фернандо Монтойя

#### Трагедия Монтойи
22 декабря 2004 года, всего через 10 дней после одного из главнейших матчей в истории колумбийского футбола, всю страну шокировала новость о трагедии, случившейся с Монтойей. Во время предрождественских покупок на жену Луиса Фернандо Марию Адриану напала банда отморозков, пытавшихся ограбить её. Монтойя вступился за жену и получил 2 тяжелейших ранения в область шеи. Тренеру удалось спасти жизнь, но он остался парализованным. Президент Колумбии, Альваро Урибе, посетивший Монтойю 29 декабря в клинике Манисалеса, так описал свои впечатления:

«Одно дело — справляться о Монтойе по телефону, и совсем другое — увидеть его воочию. Это гигант духа! Я ощущаю себя по сравнению с ним трусом».

### После 2004 года
В 2005 году «Онсе Кальдас» вступил в борьбу по защите своего титула. Групповой этап очередного Кубка Либертадорес был успешно пройден (второе место в группе после «Гвадалахары», также в группе были чилийская «Кобрелоа» и аргентинский «Сан-Лоренсо»). На стадии 1/8 финала колумбийцы уступили мексиканскому клубу «Тигрес УАНЛ».
Летом 2005 года «Онсе Кальдас» вновь встретился с «Бокой Хуниорс» в финале международного турнира, на этот раз это была Рекопа — южноамериканский аналог Суперкубка. «Бока» добилась права участвовать в ней благодаря победе во второй половине 2004 года (уже после проигрыша «Онсе Кальдасу» в финале Кубка Либертадорес) в Южноамериканском кубке, втором по значимости турнире Южной Америки. На этот раз сильнее оказались аргентинцы — в Буэнос-Айресе «Бока» выиграла 3:1, а домашней победы со счётом 2:1 «Онсе Кальдасу» оказалось недостаточно, чтобы праздновать успех по итогам всего противостояния.

## Достижения
- Чемпион Колумбии (4): 1950, Ап. 2003, Ап. 2009, Фин. 2010
- Вице-чемпион Колумбии (2): 1998, Фин. 2011
- Финалист Кубка Колумбии (2): 2008, 2018
- Обладатель Кубка Либертадорес (1): 2004

## Главные соперники
- «Clásico del Eje Cafetero» — против клуба «Депортиво Перейра».
- «Nuevo Clásico» — «Новое класико», против «Атлетико Насьональ». «Атлеты» до 2004 года единственной колумбийской командой, выигрывавшей Кубок Либертадорес. Победа «Онсе Кальдас» обострила отношения между командами.

## Стадион
Команда выступает на стадионе «Палогранде» в Манисалесе. Арена была открыта в 1936 году, а максимальная вместимость в 42 000 зрителей была достигнута в 1994 году, после реконструкции.